# Anton Drexler
Anton Drexler (født 13. juni 1884 i München i Bayern, død 24. februar 1942 samme sted) var en af grundlæggerne af Det tyske Arbeiderparti (DAP), som senere fik navnet Det nationalsocialistiske tyske arbejderparti (NSDAP).

## Værker
- Anton Drexler: Mein politisches Erwachen. Aus dem Tagebuch eines deutschen sozialistischen Arbeiters. Deutscher Volksverlag, München 1919. DNB